# Cromati
Cromati o Cromaci (Chromatius) fou un escriptor llatí i bisbe d'Aquileia del final del segle iv i començament del segle v. Se'l considera nascut a Roma. Amic de Rufí, tot i així va condemnar els escrits d'Orígens. Va morir vers el 410. Va deixar diversos escrits principalment homilies.